# Arrondissement Agen
Das Arrondissement Agen ist ein Verwaltungsbezirk im Département Lot-et-Garonne in der französischen Region Nouvelle-Aquitaine.

## Geschichte
Am 4. März 1790 entstand mit der Gründung des Départements Lot-et-Garonne auch ein District d’Agen, der in Teilen dem heutigen Arrondissement entsprach. Am 17. Februar 1800 wurde daraus das Arrondissement gegründet.
Am 4. November 1808 wurden Teile des Arrondissements (die Kantone Auvillar und Valence) dem damals neu gegründeten Département Tarn-et-Garonne zugeschlagen.
Vom 10. September 1926 bis 1. Juni 1942 gehörten Teile des in diesem Zeitraum aufgelösten Arrondissements Nérac zum Arrondissement Agen.
Siehe auch: Geschichte des Départements Lot-et-Garonne.

## Geographie
Das Arrondissement grenzt im Norden an das Arrondissement Villeneuve-sur-Lot, im Osten an das Arrondissement Castelsarrasin im Département Tarn-et-Garonne (Okzitanien), im Süden an das Arrondissement Condom im Département Gers, ebenfalls in Okzitanien, und im Westen an die Arrondissements Nérac und Marmande.

## Wahlkreise
Im Arrondissement liegen acht Wahlkreise (Kantone):
- Kanton Agen-1
- Kanton Agen-2
- Kanton Agen-3
- Kanton Agen-4
- Kanton L’Ouest Agenais
- Kanton Le Confluent (mit 19 von 20 Gemeinden)
- Kanton Le Pays de Serres (mit 15 von 23 Gemeinden)
- Kanton Le Sud-Est Agenais

siehe auch: Liste der Kantone im Département Lot-et-Garonne

## Gemeinden
Die Gemeinden des Arrondissements Agen sind:
| 1. Agen (47001)                     | 2. Aiguillon (47004)                  | 3. Astaffort (47015)                    | 4. Aubiac (47016)                       |
| 5. Bajamont (47019)                 | 6. Bazens (47022)                     | 7. Beauville (47025)                    | 8. Blaymont (47030)                     |
| 9. Boé (47031)                      | 10. Bon-Encontre (47032)              | 11. Bourran (47038)                     | 12. Brax (47040)                        |
| 13. Cassignas (47050)               | 14. Castelculier (47051)              | 15. Castella (47053)                    | 16. Caudecoste (47060)                  |
| 17. Cauzac (47062)                  | 18. Clermont-Dessous (47066)          | 19. Clermont-Soubiran (47067)           | 20. Colayrac-Saint-Cirq (47069)         |
| 21. Cours (47073)                   | 22. Cuq (47076)                       | 23. Dondas (47082)                      | 24. Engayrac (47087)                    |
| 25. Estillac (47091)                | 26. Fals (47092)                      | 27. Foulayronnes (47100)                | 28. Frégimont (47104)                   |
| 29. Galapian (47107)                | 30. Granges-sur-Lot (47111)           | 31. Grayssas (47113)                    | 32. La Croix-Blanche (47075)            |
| 33. La Sauvetat-de-Savères (47289)  | 34. Lacépède (47125)                  | 35. Lafox (47128)                       | 36. Lagarrigue (47129)                  |
| 37. Laplume (47137)                 | 38. Laroque-Timbaut (47138)           | 39. Laugnac (47140)                     | 40. Layrac (47145)                      |
| 41. Le Passage (47201)              | 42. Lusignan-Petit (47154)            | 43. Madaillan (47155)                   | 44. Marmont-Pachas (47158)              |
| 45. Moirax (47169)                  | 46. Monbalen (47171)                  | 47. Montpezat (47190)                   | 48. Nicole (47196)                      |
| 49. Pont-du-Casse (47209)           | 50. Port-Sainte-Marie (47210)         | 51. Prayssas (47213)                    | 52. Puymirol (47217)                    |
| 53. Roquefort (47225)               | 54. Saint-Caprais-de-Lerm (47234)     | 55. Sainte-Colombe-en-Bruilhois (47238) | 56. Saint-Hilaire-de-Lusignan (47246)   |
| 57. Saint-Jean-de-Thurac (47248)    | 58. Saint-Martin-de-Beauville (47255) | 59. Saint-Maurin (47260)                | 60. Saint-Nicolas-de-la-Balerme (47262) |
| 61. Saint-Pierre-de-Clairac (47269) | 62. Saint-Robert (47273)              | 63. Saint-Romain-le-Noble (47274)       | 64. Saint-Salvy (47275)                 |
| 65. Saint-Sardos (47276)            | 66. Saint-Sixte (47279)               | 67. Saint-Urcisse (47281)               | 68. Sauvagnas (47288)                   |
| 69. Sauveterre-Saint-Denis (47293)  | 70. Sérignac-sur-Garonne (47300)      | 71. Tayrac (47305)                      |                                         |